# Villeneuve-la-Dondagre
Villeneuve-la-Dondagre är en kommun i departementet Yonne i regionen Bourgogne-Franche-Comté i norra Frankrike. Kommunen ligger i kantonen Chéroy som tillhör arrondissementet Sens. År 2022 hade Villeneuve-la-Dondagre 337 invånare.

## Befolkningsutveckling
Antalet invånare i kommunen Villeneuve-la-Dondagre
| Referens: INSEE |